# Сомме, Кристер
Кристер (Кристофер) Абрахамссон Сомме (Зомме) (швед. Christer Abrahamsson Somme [Krister Some]; около 1580 — 1618) — шведский военачальник, один из сподвижников Я. Делагарди и М. В. Скопина-Шуйского.
Фактический основоположник применения в русском войске (вооружённых силах) приёмов европейского пехотного боя, того периода времени, так называемой традиции Морица Нассауского. В русских войсках элементы линейной тактики впервые были применены в битве при Добрыничах (1605 года). Летом — осенью 1609 года был единственным из офицеров Делагарди, кто не оставил войско М. Скопина-Шуйского из-за невыплаты денежного жалования. Именно его усилиями были подготовлены первые русские пикинёрские полки (выборные полки) Новгородского разряда, одержавшие победы над поляками под Тверью и Калязиным.

## Биография
Сомме был сыном Абрахама Гермундссона (Сомме) и Мерты Шёблад. С 1600 года вместе с герцогом Карлом участвовал в боевых действиях в Лифляндии, где отличился в 1601 году при взятии Кокенгаузена и последовавшей затем его обороне от поляков. В том же году он попал в плен, но вскоре был освобождён и в дальнейшем вновь принял участие в войне в Прибалтике. В 1602 году король Карл IX назначил его комендантом Нарвы. В 1608 году был произведён в полковники, а в 1609 принял деятельное участие в походе Якоба Делагарди в Россию, отправленного на помощь русским войскам.
В ходе этого похода в лагере под Калязином Сомме наладил интенсивное обучение русских новобранцев по голландским уставам. Однако 28 октября 1609 года он был ранен возле Александровской слободы и был вынужден вернуться домой. С начавшейся в 1611 году Кальмарской войны Сомме был назначен комендантом Кальмара, но вскоре добровольно сдал замок осадившим его датчанам.
Во время переговоров, которые Сомме вёл с датчанами о сдаче крепости, он тщательно скрывал свои планы, призывая гарнизон к верности королю. Он приказал разобрать мостовые и сложить булыжники на валах, уверяя при этом, что в замке осталось всего полтора бочонка пороха. После всех этих приготовлений Сомме объявил, что из-за отсутствия боеприпасов он вынужден сдать замок осаждавшим. 3 августа 1611 года Кальмарский замок перешёл в руки датчан.
После этого Сомме поступил на датскую службу, получив имение в Голштинии. Впоследствии он написал шведскому королю письмо, в котором возложил всю вину на него самого, и завершил письмо словами, что он более «не может терпеть писарскую власть Кеснекоферуса и Эрика Улофссона, равно как и королевские пощёчины». Ранее Сомме якобы получил от разгневанного на что-то короля пощёчину, что и стало причиной его ненависти к Карлу IX. По другим свидетельствам, причиной неприязни между ними послужила казнь Карлом одного из родственников Сомме.
Был убит восставшими крестьянами в своём поместье в Голштинии в 1618 году.